# Арриага, Карлос Жан
Карлос Жан Арриага известный как Карлос Джин (род. 15 февраля 1973, Ферроль, Галисия, Испания) — испанский музыкант, диджей, продюсер нескольких известных испанских и латиноамериканских певцов и музыкантов 2000-х годов, завоевавших семь латиноамериканских премий Грэмми. Один из самых видных исполнителей в испанской музыкальной индустрии. Шесть раз номинировался на Grammy и премию Waves Awards в категории лучший диджей.
Представитель Инди-попа.

## Биография
Родился в семье гаитянина и испанки. Творческой деятельностью занялся в 1998 году. Вместе с певицей Наджвы Нимри сформировал инди-поп-группу Najwajean и выпустил свой первый альбом под названием No blood (1998)..
За ним последовали саундтреки к фильмам «Asfalto» и «Guerreros» (2002).
Продолжил карьеру в качестве сольного исполнителя, выпустив в 2000 году свой дебютный альбом «Planet Jean». Два года спустя вышел альбом «Back to the Earth» , в который вошли всемирно известный сингл «Mr. Dabada», а также альбом сборник — «Najwajean, Selection». Продолжил карьеру в качестве сольного певца, а также сотрудничая с группой Najwajean.
Его композиция «Mr. Dabada» была использована в телевизионной рекламе микропроцессора Intel Core 2 Duo microprocessor, которая транслировалась в большинстве стран Америки и Европы.
С 2000 года Карлос Джин стал одним из самых известных музыкальных продюсеров Испании, работая с такими поп-исполнителями, как Алехандро Санс, Мигель Бозе, Hombres G и Estopa.
После землетрясения на Гаити 2010 года для помощи жертвам природной катастрофы Карлос Джин выпустил благотворительный сингл «Ay Haití» , для записи которого он собрал вместе многих известных испанских и южноамериканских исполнителей и музыкантов. В записи участвовали 25 артистов, в том числе, La Oreja de Van Gogh, Шакира, Мигель Бозе, Хуанес, Хосе Мерсе и Алехандро Санс. Отец Карлоса Джина, Жан Робер Джин, родившийся на Гаити, также участвовал в записи сингла. В музыкальном клипе снялись, среди прочих, футболисты мадридского «Реала» Кака, ФК «Барселона» А. Иньеста, «Атлетико» С. Агуэро и актриса Пас Вега. Песня заняла первое место с списке испанских синглов и осталась на вершине в течение двух недель.

## Альбомы
Студийные альбомы
- 2000: Planet Jean
- 2002: Back to the Earth
- 2006: Mr. Miracle (SPA #67)

Сборник альбомов
- 2011: Introducing Carlos Jean (SPA #7)

В составе инди-поп-группы «Najwajean»
- 1998: No Blood (SPA #80)
- 2001: Asfalto OST (SPA #175)
- 2002: Guerreros OST (SPA #88)
- 2002: Selection (SPA #108)
- 2008: Till It Breaks (SPA #16)
- Singles[edit source]
- 2000: «Give Me the 70’s»
- 2002: «Mr. Dabada»
- 2006: «Have a Nice Day»
- 2011: «Lead the Way» feat. Electric Nana (SPA #4)
- 2011: «Lead the Way (El Hormiguero remix)» feat. Electric Nana (SPA #9)
- 2011: «Gimme the Base (DJ)» feat. Mandy Santos (SPA #4)
- 2011: «Keep the Trance» feat. Mandy Santos (SPA #12)
- 2012: «Blackstar» feat. Ferrara (SPA #7)
- 2013: «Forza» Santander’s Tribute to Scuderia Ferrari

Кроме своей музыкальной карьеры Карлос Джин известен в мире маркетинга своими инновациями в разработке успешных музыкальных проектов, в числе которых, такие как сотрудничество с компанией Ballantine's, Music Experience с Coca-Cola, созданием гимна для команды Ferrari, с банком Banco Santander, удачным соединением классической и городской музыки для рекламы кофе марки Carte Noire и прочих.